# Eukiefferiella brevicalcar
Eukiefferiella brevicalcar är en tvåvingeart som först beskrevs av Jean-Jacques Kieffer 1911.  Eukiefferiella brevicalcar ingår i släktet Eukiefferiella och familjen fjädermyggor. Arten är reproducerande i Sverige. Inga underarter finns listade i Catalogue of Life.